# Juan Pascual de Mena

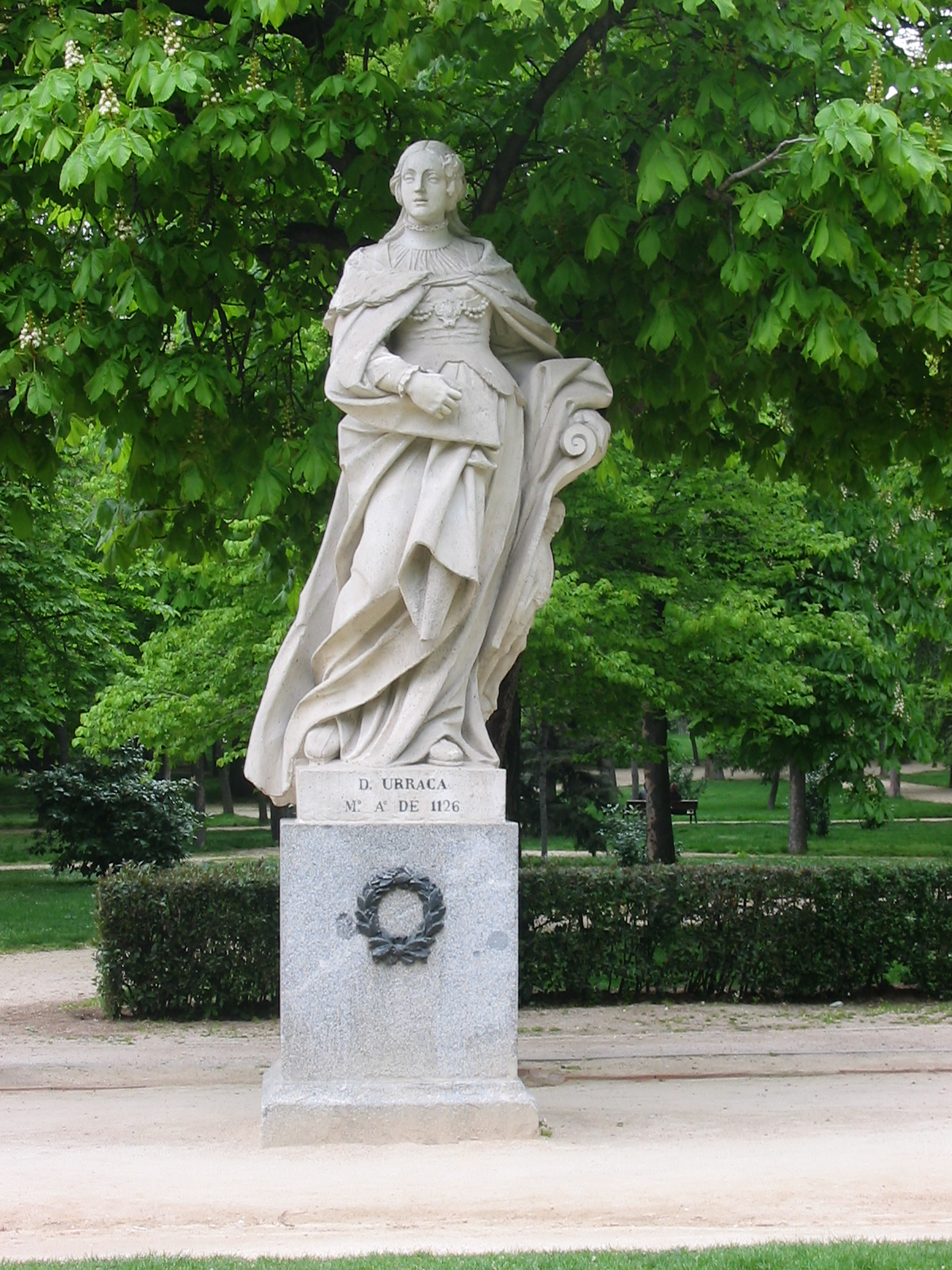
Doña Urraca, esculpida en piedra blanca entre 1750 y 1753 con destino al Palacio Real, Madrid, Jardines del Retiro.

Juan Pascual de Mena (Villaseca de la Sagra, Toledo, 1707-Madrid, 16 de abril de 1784) fue un escultor español del período neoclásico.

## Biografía
Junto a su condición de artista de la Real Academia de Bellas Artes de San Fernando, presenta una interesante actividad de escultor imaginero, demostrando hasta qué punto es constante en el siglo XVIII el peso de la tradición de los escultores del XVII. Estudió en Madrid, donde pronto se ambienta entre el arte de los escultores extranjeros, principalmente franceses, que trabajan en las decoraciones de los palacios reales, y las corrientes venidas de Italia, a través de los pensionados en Roma. Llega a destacar entre los cargos de la Academia. El 12 de abril de 1752 se le nombra teniente director. El 22 de abril de 1762, director, y el 19 de diciembre de 1771 director general. También en 1768 se le considera por la Academia de San Carlos, como individuo de mérito.
En sus esculturas, las gubias o los cinceles no se distraen en plegados menudos y revueltos a lo rococó, sino que su talla es sobria y precisa. Nunca en su obra el sentimiento es desbordante. Le frena el equilibrio formal de la fórmula académica y, en cierto modo, el amor por la rebuscada arrogancia de los ademanes neoclásicos. Pero en sus esculturas de tema religioso nunca olvida el carácter devoto de las mismas. La policromía de sus esculturas es brillante y pulimentada, al gusto neoclásico y en oposición a la de tonos mate del siglo XVII.
En su producción en piedra destaca, en mármol, la fuente de Neptuno de Madrid, diseñada por Ventura Rodríguez y algo influenciada por las de La Granja. De técnica correcta y expresivo es el busto de Carlos III de la Academia. Colabora en la serie de grandes figuras de reyes, proyectadas como remate del palacio real. En su producción de imaginería, destaca su tradicional Cristo de la Buena Muerte de la iglesia de San Jerónimo el Real en Madrid, las imágenes de san Benito, santa Escolástica y san Marcos en la iglesia de San Marcos, san Eloy en la capilla de Santa Teresa de la actual parroquia de San José, dos santas mercedarias en la iglesia del convento de las Góngoras, la santa Mariana de Jesús en la parroquia de Santiago, y la Inmaculada Concepción de la Iglesia de San Martín de Torrecilla en Cameros, La Rioja. Entre las pérdidas, destaca el san Juan Bautista de San Fermín de los Navarros. Es confusa su participación en el retablo de la capilla de S. Ildefonso en la Catedral de Toledo, donde también trabaja el escultor Manuel Álvarez.

## Obra
El barroquismo de Salvador Carmona aparece en Mena enfriado por un clasicismo presente ya en las primeras obras y que se justifica por la relación del artista con Felipe de Castro. Su larga vida —muere en 1784— le permitirá asistir al triunfo del Neoclasicismo, tendencia en la que participa plenamente. De formación desconocida, se señala como posible su colaboración en las fuentes del palacio de la Granja cerca de los escultores franceses, para entrar finalmente en el colectivo de maestros del obrador del Palacio Real, vinculado al grupo de Felipe de Castro. 
Escaló altos puestos en la Academia de San Fernando, institución a la que estuvo vinculado desde la Junta Preparatoria. Con motivo de la fundación de esta institución fue nombrado teniente director de Escultura junto a Luis Salvador Carmona y a Roberto Michel; en 1762, director de Escultura, y finalmente director general de la Academia en 1771. La actividad docente desempeñada en la Academia tuvo una gran repercusión en sus discípulos. Su intervención en el programa decorativo del Palacio Real Nuevo no es extensa, pero sí significativa. La estatua de Liuva se relaciona con las de Castro al igual que la de Gesaleico. Estos dos reyes más las de Urraca I de León y Carlos II, una figura desgarbada y melancólica, fueron hechas para la balaustrada. Mayor mérito tiene la estatua de Moctezuma destinada al piso principal, cuya concepción general y exótico atuendo se ha dicho inspirados en la Alegoría de América de Jean Thierry, de los jardines de la Granja.
La otra faceta de la actividad de Juan Pascual de Mena es la imaginería religiosa en madera, de la que se conserva una amplia producción en la Corte y fuera de ella, todavía mal conocida e insuficientemente datada. La confusión con la obra de su contemporáneo Luis Salvador Carmona es frecuente, a pesar de lo diferente de sus maneras. La de Pascual de Mena vacila entre un rococó academicista depurado de los elementos excesivos del barroquismo y el neoclasicismo declarado. La policromía de colores planos contribuye al efecto clasicista de las esculturas. En 1746 se fechan la Virgen del Patrocinio y el san Juan Bautista para la iglesia de San Fermín de los Navarros de Madrid, ambas desaparecidas en la Guerra Civil de 1936. El Bautista era figura de soberbio porte y cuidada anatomía. Obra excelente y representativa del escultor es Nuestra Señora del Rosario realizada para la cartuja de El Paular, ahora en Rascafría, mencionada por Ceán, que se alza sobre una gran peana de nubes y ángeles risueños y movidos, característicos del hacer del artista. Muy semejante a esta es la imagen de Nuestra Señora de la Consolación y Correa de la parroquia de Nuestra Señora de la Esperanza de Madrid. El tipo de Virgen erguida lo ofrece la Virgen de la Merced de la iglesia de Villaseca de la Sagra, su pueblo natal. El contrato para realizar la escultura para la iglesia de San Nicolás, de Bilbao, le obligó a trasladarse con su taller y su familia a esa ciudad en 1754, con la trascendencia que pudo tener este hecho para la difusión de la escultura cortesana en el País Vasco. Destacan en este importante conjunto de esculturas, de tamaño mayor que el natural, el grupo de la Piedad con un académico estudio en el cuerpo de Cristo; el san Nicolás, de concepción bastante teatral, y el san Lázaro, de caracterizada cabeza, que contrasta con la suave belleza de santa Bárbara y santa Apolonia. Se le atribuye en la iglesia de San Antón, de Bilbao, un espléndido san Antonio, además de otras imágenes. En 1759 se fecha la Inmaculada de la iglesia de San Martín de Torrecilla de Cameros, obra imbuida de elegancia cortesana. También se atribuyen a Pascual de Mena, el titular de la iglesia de San Marcos de Madrid, de imponente porte, cuyo león recuerda al de Felipe de Castro, y las imágenes de san Benito y santa Escolástica, en la misma iglesia de San Macos, además del grupo de san Eloy de la iglesia de San José, de Madrid, y las delicadas monjas mercedarias —Beata Mariana de Jesús y santa María de Cervelló-, del convento de las Góngoras. También se cree obra del artista el Crucificado de la Buena Muerte de San Jerónimo el Real de Madrid, buen ejemplo de desnudo clasicista.
Con el advenimiento de Carlos III al trono, a Juan Pascual de Mena le va a corresponder hacer en 1764 el busto del rey para la Academia de San Fernando, una de las mejores obras del escultor, ya plenamente neoclásica, equilibrada combinación de realismo con el carácter regio del encargo. Hasta una restauración de 2016 se creyó que el modelo para la escultura ecuestre de Carlos III que se conserva en la Real Academia de San Fernando era obra suya, pero se comprobó que en realidad fue realizado por Manuel Francisco Álvarez de la Peña, apodado el Griego, con motivo de un encargo de Carlos IV para la confección de una estatua de su padre que nunca se materializó. A los últimos años de la actividad de Pascual de Mena corresponde la colaboración con Ventura Rodríguez en dos proyectos, uno de ellos el retablo de San Ildefonso (1778-1779) para la catedral de Toledo, donde ejecutó dos medallas de san Leandro y san Isidoro, más dos ángeles, todo ello en mármol de Carrara. El segundo proyecto es la fuente de Neptuno en el Paseo del Prado, a la que dio comienzo en 1781. Este es ya un monumento que respira antigüedad y estatismo. Muestra al dios Neptuno desnudo, con un tridente en su mano, sobre un carro formado por una concha de la que tiran dos hipocampos. Esta fuente, en la que triunfa plenamente el neoclasicismo, fue concluida por los discípulos del escultor a causa de su muerte en 1784.